# Natasha Lyonne
Natasha Lyonne Bianca Braunstein ( /liˈoʊn/, n. 4 aprilie 1979, New York City, New York, SUA), cunoscută profesional ca Natasha Lyonne, este o actriță, scriitoare, producătoare și regizoare americană. Este cunoscută mai ales pentru portretizarea lui Nicky Nichols din serialul Netflix Orange Is the New Black (2013-2019), pentru care a primit o nominalizare la Premiul Emmy în 2014, precum și pentru rolul lui Jessica din seria de filme American Pie (1999-2012). Este, de asemenea, co-creatoare, producătoare executivă și scriitoare pentru serialul Netflix Russian Doll, în care joacă rolul principal, Nadia Vulvokov. Lyonne a fost nominalizată la un al doilea premiu Emmy pentru rolul din 2019. 
Lyonne a apărut în peste 50 de filme, printre care Everybody Says I Love You (1996), Slums of Beverly Hills (1998), Detroit Rock City, But I'm a Cheerleader (ambele 1999), Scary Movie 2, The Gray Zone, Kate & Leopold (toate 2001), Party Monster, Die Mommie Die! (ambele 2003), Blade: Trinity (2004), Robots (2005), All About Evil (2010), Sleeping with Other People, Hello My Name Is Doris, Addict to Fresno (all 2015), Yoga Hosers, Antibirth, The Intervention (tot 2016) și Show Dogs (2018). 

## Tinerețe
Lyonne s-a născut în New York, ca fiica lui Ivette Buchinger și a lui Aaron Braunstein, un promotor de box, șofer de mașini de curse și gazdă de radio, rudă îndepărtată a caricaturistului Al Jaffee. 
Părinții lui Lyonne erau din familii evreiești ortodoxe, iar ea a fost crescută ortodoxă . Mama ei s-a născut la Paris, Franța, din părinți evrei maghiari care au fost supraviețuitori ai Holocaustului. Lyonne a glumit că familia ei este formată din „partea tatălui meu, Flatbush, și partea mamei mele, Auschwitz”. Bunica Ella provenea dintr-o familie numeroasă, dar numai ea și cele două surori și doi frați au supraviețuit, fapt pe care Lyonne îl creditează părului blond și ochilor albaștri. Bunicul lui Lyonne, Morris Buchinger, a administrat o companie de ceasuri în Los Angeles. În timpul războiului, s-a ascuns la Budapesta ca non-evreu care lucra într-o fabrică de piele. 
Lyonne și-a petrecut primii opt ani din viață în Great Neck, New York. S-a mutat cu părinții apoi în Israel, unde Lyonne a petrecut un an și jumătate. În timpul șederii sale în Israel, Lyonne a participat la producția filmului israelian pentru copii April Fool, care i-a trezit interesul pentru actorie. Părinții ei au divorțat, iar Lyonne și fratele ei mai mare, Adam, s-au întors în America împreună cu mama lor. După ce s-a mutat în New York, Lyonne a învățat la Rabbi Joseph H. Lookstein Upper School of Ramaz, o școală privată evreiască, unde Lyonne a spus că era elev bursier care lua cursuri de Talmud și învăța aramaică. A fost expulzată pentru că vindea marijuana la școală. Lyonne a crescut în Upper East Side, unde nu s-a simțit integrată. Mama ei s-a mutat apoi cu familia la Miami, unde Lyonne a învățat la Miami Country Day School. Nu a absolvit niciodată liceul, deoarece a plecat înainte de ultimul an pentru a participa la un curs de film la Tisch School of Arts de la NYU. Absolvirea liceului depindea de finalizarea primului an la Tisch, dar Lyonne s-a lăsat de cursuri fiindcă nu a putut plăti școlarizarea. 
Pentru o scurtă perioadă a urmat cursuri de film și filosofie la New York University.
Lyonne era înstrăinată de tatăl său, care a fost candidat democrat la Consiliul Local al districtului șase din Manhattan în 2013 și a trăit în Upper West Side până la moartea sa în octombrie 2014. Lyonne a spus și că nu era apropiată nici de mama sa și că a fost practic independentă de la 16 ani.

## Carieră
În copilărie, Lyonne a semnat cu Ford Modeling Agency. La vârsta de șase ani, a fost distribuită în rolul lui Opal în Pee-wee's Playhouse, rol urmat de apariții în Dragoste frântă, A Man Called Sarge și Dennis the Menace. După ce a lucrat ca actor de la o vârstă fragedă, Lyonne a spus: „Nu am avut cei mai buni părinți. Nu cred că sunt oameni răi. Chiar dacă erau pregătiți să aibă copii, este o idee nebună să-ți pui copilul în afaceri la vârsta de șase ani”. 

### Film

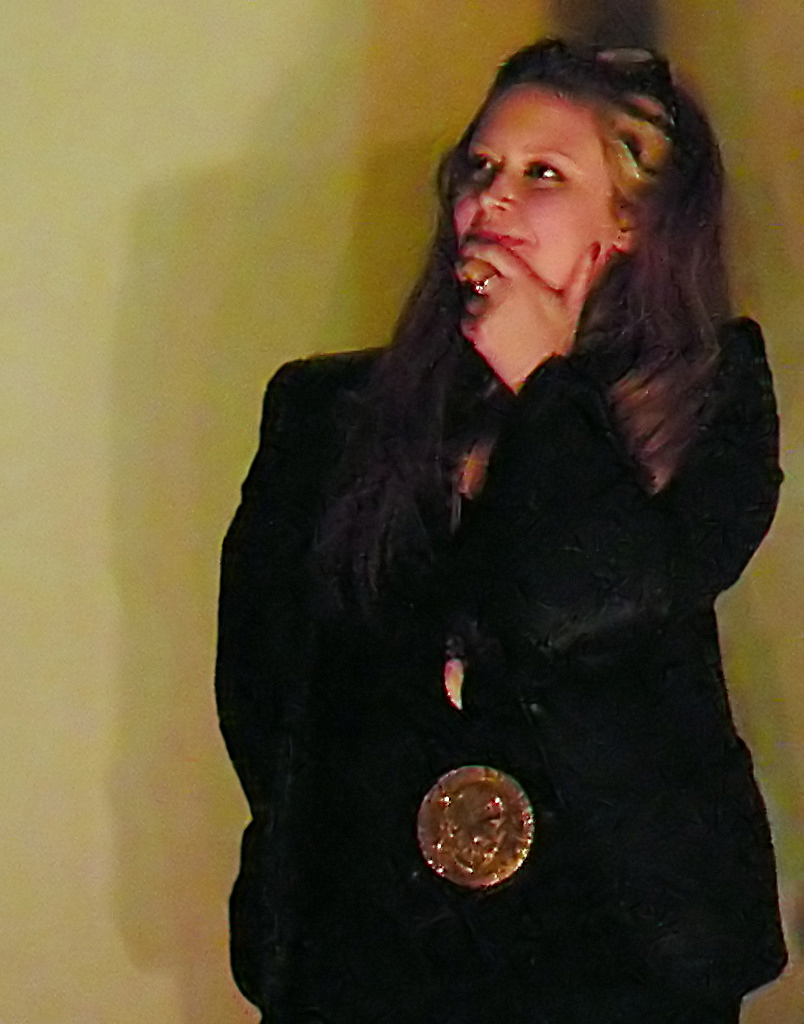
Lyonne la o proiecție a The Immaculate Conception of Little Dizzle

La 16 ani, Lyonne a fost distribuită în filmul Toți spun: Te iubesc! (1996), regizat de Woody Allen. Acest lucru a dus la apariții într-o varietate de filme în următorii 10 ani, inclusiv roluri în filmele independente Slums of Beverly Hills (1998), pentru care a primit două nominalizări la Premiile Teen Choice, și But I'm a Cheerleader (1999). În acest timp, ea a jucat ca Jessica în comedia de succes American Pie (1999), reluând rolul în două dintre continuări. Celelalte filme ale lui Lyonne în această perioadă sunt Detroit Rock City, Freeway II: Confessions of a Trickbaby (ambele 1999), Scary Movie 2, The Gray Zone, Kate & Leopold (toate 2001), Party Monster (2003) și Blade: Trinity (2004). 
Printre filmele în care apare după aceea includ All About Evil (2010), 4:44 Last Day on Earth (2011), Girl Most Likely, Loitering with intent, Sleeping with Other People, Hello My Name Is Doris, Addicted to Fresno, #Horror, Yoga Hosers, Antibirth, The Intervention și Handsome: A Netflix Mystery Movie. 
În 2019, a apărut alături de Lucas Hedges și Shia LaBeouf în filmul autobiografic Honey Boy despre LaBeouf.

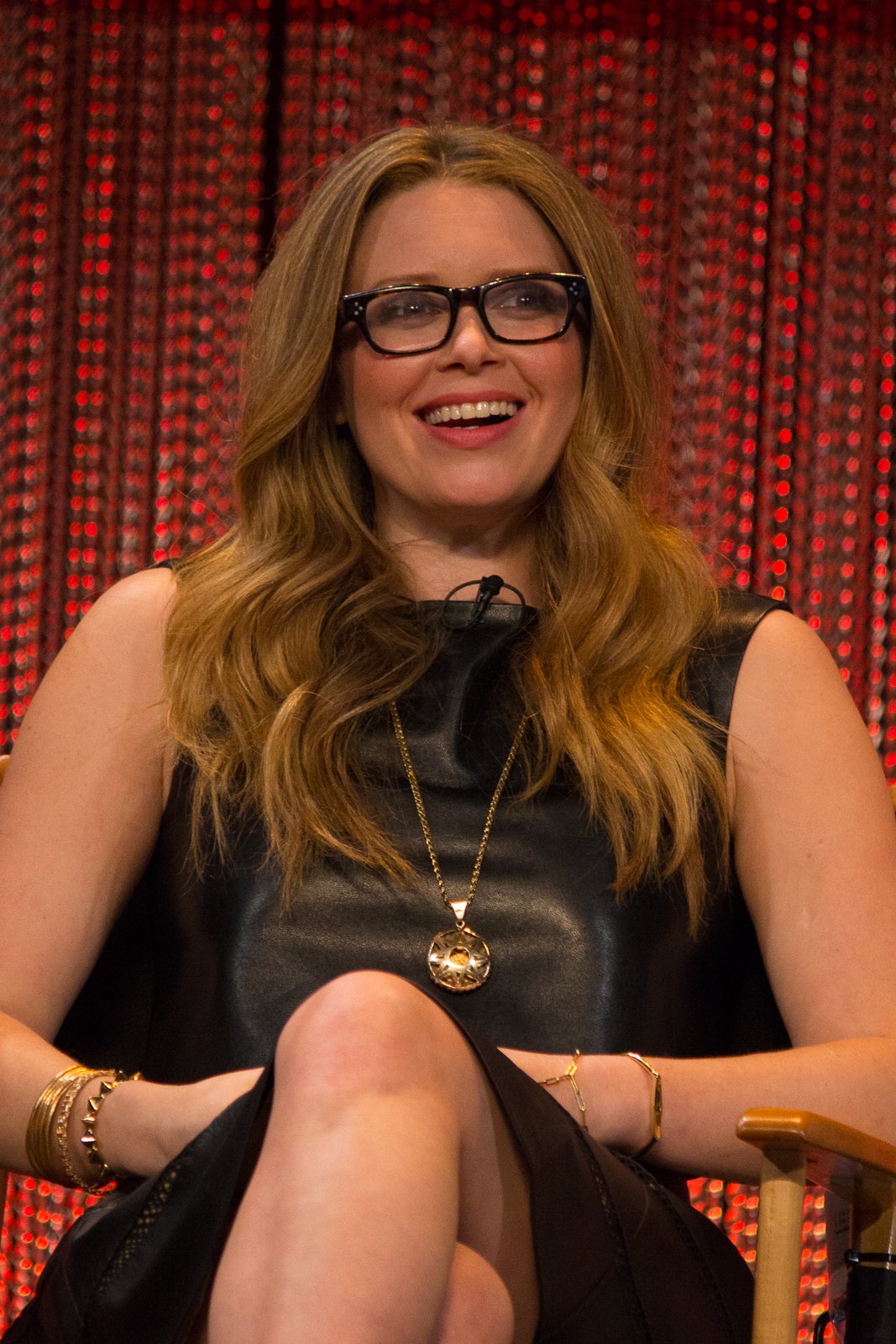
Lyonne la PaleyFest 2014, Paley Center for Media, pentru Orange Is the New Black

### Teatru
Lyonne și-a făcut debutul pe scena din New York în producția premiată New Group Two Thousand Years a lui Mike Leigh . 
A făcut parte din distribuția originală a Love, Loss and What I Wore, o piesă premiată scrisă de Nora Ephron și Delia Ephron, bazată pe cartea lui Ilene Beckerman. 
În 2010 Lyonne a primit recenzii pozitive pentru interpretarea ei în comedia lui Kim Rosenstock Tigers Be Still la Roundabout Theatre Company: „o adevărată încântare în absolut cel mai amuzant rol, Grace cea îndurerată până în pragul nebuniei, atât de adânc cuprinsă de auto-compătimire încât nu îi mai pasă de nici o convenție socială”.
În 2011, Lyonne a jucat alături de Ethan Hawke și Ann Dowd în producția New Group Blood From a Stone a lui Tommy Nohilly . În anul următor, ea a participat la interpretarea în scop caritabil a Women Behind Bars. 
În ceea ce privește activitatea în teatru: „Există ceva în teatru care oprește vocile autocritice pentru că trebuie să trăiești momentul. Mă bucur că nu am făcut acest lucru înainte de a fi gata, înainte de a fi capabilă să mă prezint în fiecare zi. Aceasta nu este un set de abilități pe care îl aveam înainte”. 

### Televiziune
Lyonne a avut roluri de oaspete în serialele Grounded for Life, Weeds, New Girl, Will & Grace și Law & Order: Special Victims Unit. 
Din 2013 o joacă pe Nicky Nichols în serialul Netflix Orange Is the New Black. Acesta este primul rol permanent într-un serial de televiziune pentru Lyonne. A primit o nominalizare la Premiul Primetime Emmy pentru o actriță invitată într-un serial de comedie în 2014 și a primit de două ori premiul Screen Actors Guild pentru interpretare de către un ansemblu într-un serial de comedie, împreună cu ceilalți actori principali. 
În 2014, Lyonne a fost distribuită în episodul pilot în comedia NBC Old Soul, de Amy Poehler, regizat de David Wain. În 2016, ea a dublat vocea personajului Smoky Quartz din emisiunea Cartoon Network Steven Universe. A apărut, de asemenea, ca diverse personaje în serialul de comedie IFC Portlandia. În 2018, ea a dublat vocea personajului Gaz Digzy din serialul de comedie Ballmastrz: 9009 pentru Adult Swim. Mai recent, ea a dublat voci pentru personaje din The Simpsons și Big Mouth. 
Intepretarea sa din serialul Russian Doll din 2019 a fost lăudată ca fiind „uimitoare”. Alan Sepinwall de la Rolling Stone a numit-o „strălucită”.

### Regie și producție
În 2017, Lyonne a fost abordată de directorii de creație ai lui Kenzo, Carol Lim și Humberto Leon, pentru a regiza cea de-a cincea parte din seria lor de scurtmetraje. Pentru aceasta, debutul său regizoral, a început să scrie un scenariu cu Maya Rudolph în rolul principal. Scurtmetrajul suprarealist a fost intitulat Cabiria, Charity, Chastity și în el au jucat Rudolph, Fred Armisen, Greta Lee, Leslie Odom Jr. și Macaulay Culkin. 
În septembrie 2017, proiectul lui Lyonne Russian Doll a primit o comandă de opt episoade de la Netflix. Comedia, co-creată și produsă de Lyonne, Amy Poehler și Leslye Headland, a avut premiera la 1 februarie 2019. Lyonne are mai multe roluri în serial. Este creditată ca actriță principală și este unul dintre producătorii executivi ai serialului, având și credite regizorale și de scenarist. 
Lyonne a regizat și un episod al Orange Is the New Black pentru al șaptelea sezon, precum și episodul intitulat „WAHAM” pentru Shrill, de pe Hulu. 

## Viață personală
Lyonne locuiește în New York. La 18 ani, Lyonne s-a folosit de onorariul primit pentru Everybody Says I Love You pentru a cumpăra un apartament mic, lângă Gramercy Park. La acel moment, a sărit peste ultimul an de liceu pentru a studia filmul și filosofia la NYU Tisch. 
Lyonne este într-o relație cu Fred Armisen de la Saturday Night Live din 2014. 

### Probleme de sănătate
La începutul anilor 2000, Lyonne a avut probleme legale și a fost arestată pentru conducere sub influența alcoolului și pentru incidente în care au fost implicați vecini. În 2005, a fost evacuată de proprietarul apartamentului său, actorul Michael Rapaport, în urma plângerilor altor chiriași cu privire la comportamentul ei. 
În 2005, Lyonne a fost internată la Centrul Medical Beth Israel din Manhattan sub un pseudonim, suferind de hepatită C, endocardită și pneumotorax. De asemenea, urma un tratament cu metadonă pentru dependența de heroină. În ianuarie 2006, a fost emis un mandat pentru arestarea ei, după ce a lipsit de la o audiere în instanță referitoare la problemele sale anterioare. Avocatul ei a spus că a apărut o urgență, dar nu a dat detalii. Mai târziu în acel an, Lyonne a fost internată într-un centru de tratament pentru dependența de droguri și alcool, iar ulterior a apărut în instanță. Un judecător a condamnat-o la externare condiționată. 
Lyonne a suferit o intervenție chirurgicală cardiovasculară în 2012 pentru a corecta leziunile valvulare cauzate de infecția ei cardiacă, care ar fi putut duce la moarte subită lăsată tratată. Și-a revenit în urma intervenției și a discutat despre problemele sale de sănătate din trecut la The Rosie Show în martie 2012. 

## Filmografie

### Film
| An   | Titlu                                      | Rol                              | Note           |
| ---- | ------------------------------------------ | -------------------------------- | -------------- |
| 1986 | Heartburn                                  | Rachel's Niece                   | Fără credite   |
| 1990 | A Man Called Sarge                         | Arab Girl                        |                |
| 1993 | Dennis the Menace                          | Polly                            |                |
| 1996 | Everyone Says I Love You                   | Djuna "DJ" Berlin                |                |
| 1998 | Slums of Beverly Hills                     | Vivian Abromowitz                |                |
| 1998 | Krippendorf's Tribe                        | Shelly Krippendorf               |                |
| 1998 | Modern Vampires                            | Rachel                           |                |
| 1999 | American Pie                               | Jessica                          |                |
| 1999 | Detroit Rock City                          | Christine Sixteen                |                |
| 1999 | Freeway II: Confessions of a Trickbaby     | Crystal "White Girl" Van Meuther |                |
| 1999 | But I'm a Cheerleader                      | Megan Bloomfield                 |                |
| 1999 | The Auteur Theory                          | Rosemary Olson                   |                |
| 2001 | Plan B                                     | Kaye                             |                |
| 2001 | Fast Sofa                                  | Tamara Jenson                    |                |
| 2001 | Scary Movie 2                              | Megan Voorhees                   |                |
| 2001 | American Pie 2                             | Jessica                          |                |
| 2001 | The Grey Zone                              | Rosa                             |                |
| 2001 | Kate & Leopold                             | Darci                            |                |
| 2002 | Comic Book Villains                        | Judy Link                        |                |
| 2002 | Zig Zag                                    | Jenna the Working Girl           |                |
| 2002 | Night at the Golden Eagle                  | Amber                            |                |
| 2003 | Die, Mommie, Die!                          | Edith Sussman                    |                |
| 2003 | Party Monster                              | Brooke                           |                |
| 2004 | America Brown                              | Vera                             |                |
| 2004 | Madhouse                                   | Alice                            |                |
| 2004 | Blade: Trinity                             | Sommerfield                      |                |
| 2005 | Robots                                     | Loretta Geargrinder              | Voce           |
| 2005 | My Suicidal Sweetheart                     | Grace                            |                |
| 2008 | Tricks of a Woman                          | Sally                            |                |
| 2009 | The Immaculate Conception of Little Dizzle | Tracy                            |                |
| 2009 | Jelly                                      | Mona Hammel                      |                |
| 2009 | Goyband                                    | Fani                             |                |
| 2009 | Outrage: Born in Terror                    | Molly                            |                |
| 2009 | Heterosexuals                              | Ellia                            |                |
| 2010 | All About Evil                             | Deborah Tennis                   |                |
| 2011 | 4:44 Last Day on Earth                     | Tina                             |                |
| 2011 | Night Club                                 | Mrs. Keaton                      |                |
| 2012 | American Reunion                           | Jessica                          |                |
| 2013 | 7E                                         | Yael                             |                |
| 2013 | He's Way More Famous Than You              | Herself                          |                |
| 2013 | The Rambler                                | Cheryl                           |                |
| 2013 | G.B.F.                                     | Ms. Hogel                        |                |
| 2013 | Girl Most Likely                           | Allyson                          |                |
| 2013 | Clutter                                    | Lisa Bradford                    |                |
| 2014 | Loitering with Intent                      | Kaplan                           |                |
| 2015 | Addicted to Fresno                         | Martha Jackson                   |                |
| 2015 | Sleeping with Other People                 | Kara                             |                |
| 2015 | Hello, My Name Is Doris                    | Sally                            |                |
| 2015 | Bloomin Mud Shuffle                        | Jock                             |                |
| 2015 | #Horror                                    | Emma                             |                |
| 2016 | Yoga Hosers                                | Tabitha Collette                 |                |
| 2016 | The Intervention                           | Sarah                            |                |
| 2016 | Antibirth                                  | Lou                              |                |
| 2016 | Adam Green's Aladdin                       | Mom                              |                |
| 2016 | Jack Goes Home                             | Nancy                            |                |
| 2017 | Girlfriend's Day                           | Miss Taft                        |                |
| 2017 | Handsome: A Netflix Mystery Movie          | Det. Fleur Scozzari              |                |
| 2018 | A Futile and Stupid Gesture                | Anne Beatts                      |                |
| 2018 | Family                                     | Juggalette                       |                |
| 2018 | Show Dogs                                  | Mattie                           |                |
| 2019 | Honey Boy                                  | Mom                              |                |
| 2019 | Ad Astra                                   | Tanya Pincus                     |                |
| 2019 | Uncut Gems                                 | Boston Player Personnel          | Voce           |
| 2020 | Irresistible                               |                                  | Post-producție |
| TBA  | The United States Vs. Billie Holiday       |                                  | Post-producție |

### Televiziune
| An           | Titlu                                   | Rol                                | Note                                                              |
| ------------ | --------------------------------------- | ---------------------------------- | ----------------------------------------------------------------- |
| 1986         | Pee-wee's Playhouse                     | Opal                               | Sezonul 1                                                         |
| 2000         | Will & Grace                            | Gillian                            | Episod: "Girl Trouble"                                            |
| 2000         | If These Walls Could Talk 2             | Jeanne                             | Film de televiziune                                               |
| 2001         | Night Visions                           | Bethany Daniels                    | Episod: "If a Tree Falls"                                         |
| 2002         | Grounded for Life                       | Gretchen                           | Episod: "Relax!"                                                  |
| 2007         | The Knights of Prosperity               |                                    | Episod: "Operation: Rent Money"                                   |
| 2009         | Loving Leah                             | Esther                             | Film de televiziune                                               |
| 2011         | New Girl                                | Gretchen                           | Episod: "Wedding"                                                 |
| 2011         | Law &amp; Order: Special Victims Unit   | Gia Eskas                          | Episod: "Educated Guess"                                          |
| 2012         | Weeds                                   | Tiffani                            | 2 episoade                                                        |
| 2013         | NTSF:SD:SUV::                           | Mrs. Barbato                       | Episod: "Comic Con-Air"                                           |
| 2013–19      | Orange Is the New Black                 | Nicky Nichols                      | Rol principal                                                     |
| 2015         | Girls                                   | Rickey                             | Episod: "Iowa"                                                    |
| 2015         | Comedy Bang! Bang!                      | Katie                              | Episod: "Dax Shepard Wears a Heather Grey Shirt and Black Blazer" |
| 2015         | Sanjay and Craig                        | Chido (voce)                       | Episod: "Bike-o Psycho/Boulder Rollers"                           |
| 2015–16      | Inside Amy Schumer                      | Diverse                            | 2 episoade                                                        |
| 2015–18      | Portlandia                              | Diverse                            | 5 episoade                                                        |
| 2016         | The $100,000 Pyramid                    | Ea însăși                          | Episod: "Natasha Lyonne vs. Terry Crews"                          |
| 2016–19      | Steven Universe                         | Smoky Quartz (voce)                | 3 episoade                                                        |
| 2016–19      | The Simpsons                            | Sophie (voce)                      | 3 episoade                                                        |
| 2018–present | Ballmastrz: 9009                        | Gaz Digzy (voce)                   | 10 episoade                                                       |
| 2018         | Corporate                               | Gretchen                           | Episod: "Corporate Retreat"                                       |
| 2018         | Animals.                                | Copia VHS Can't Hardly Wait (voce) | Episod: "Stuff"                                                   |
| 2018–19      | Big Mouth                               | Suzette (voce)                     | 3 episoade                                                        |
| 2019–present | Russian Doll                            | Nadia Vulvokov                     | Rol principal                                                     |
| 2019         | Documentary Now!                        | Carla Meola                        | Episod: "Long Gone"                                               |
| 2019         | Explained                               | Narator (voce)                     | Episod: "Pirates"                                                 |
| 2019         | Steven Universe Future                  | Smoky Quartz (voce)                | Episod: "Guidance"                                                |
| 2019         | John Mulaney &amp; the Sack Lunch Bunch | Ea însăși                          | Episod special                                                    |